# ديفون ساندوفال
ديفون ساندوفال (بالإنجليزية: Devon Sandoval)‏ (16 يونيو 1991 بألباكركي في الولايات المتحدة - ) هو لاعب كرة قدم أمريكي في مركز الهجوم. لعب مع ريال سالت ليك ونادي شمال كارولاينا وريال موناركس.

## وصلات خارجية
- ديفون ساندوفال على موقع الدوري الأمريكي (الإنجليزية)
- ديفون ساندوفال على موقع قاعدة بيانات كرة القدم.إي يو (الإنجليزية)
- ديفون ساندوفال على موقع Soccerway.com (الإنجليزية)
- ديفون ساندوفال على موقع AS.com (الإسبانية)